# Khí quyển Sao Thiên Vương

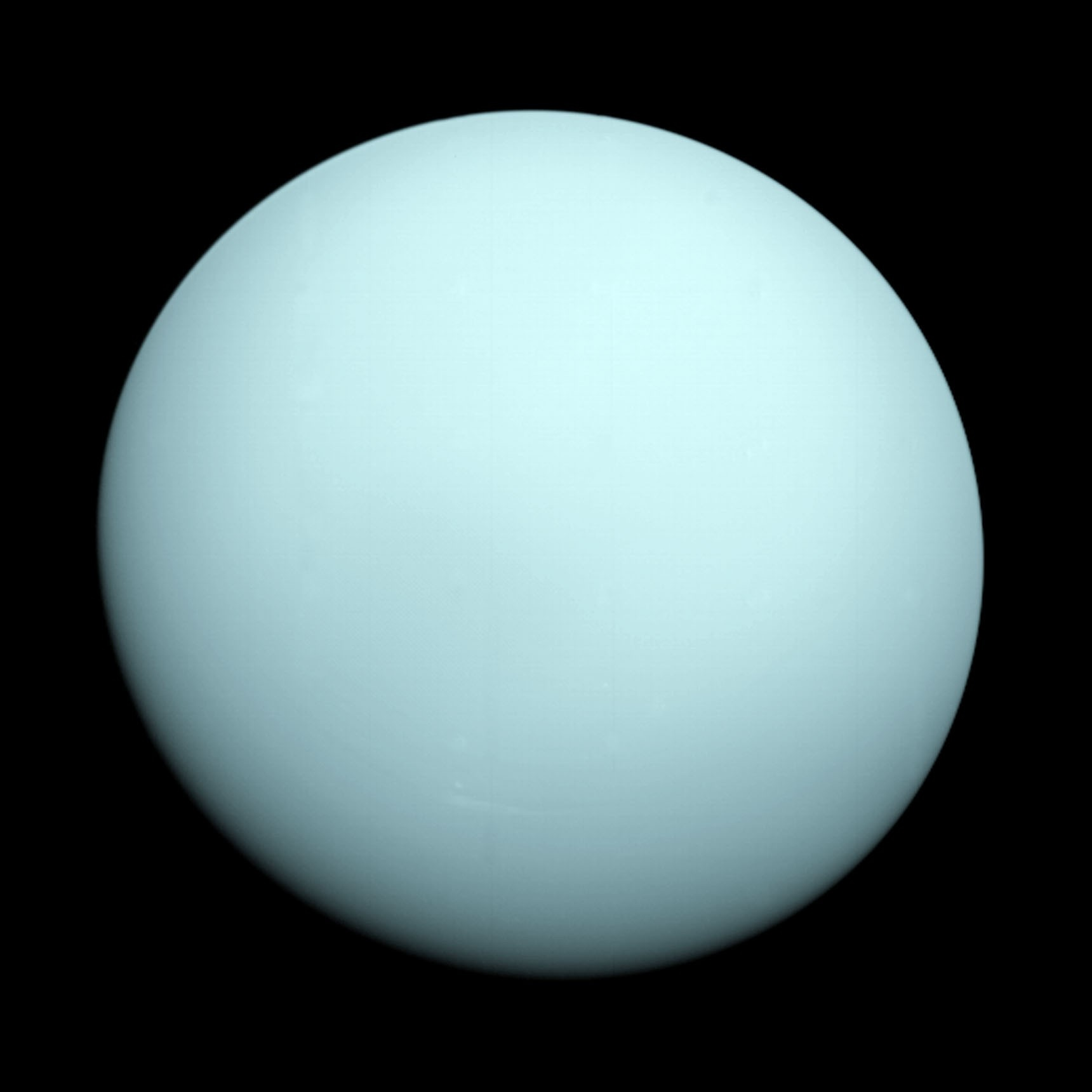
Sao Thiên Vương chụp bởi Voyager 2

Khí quyển Sao Thiên Vương cấu tạo chủ yếu từ khí Hydro và heli. Ở dưới sâu nó giàu các chất dễ bay hơi một cách đáng kể ví dụ như nước, amonia và mêtan. Điều ngược lại cũng đúng đối với tầng khí quyển bên trên, thứ chứa rất ít các loại khí nặng hơn khí hydro và heli do nhiệt độ thấp của nó. Bầu khí quyển của Sao Thiên Vương là lạnh nhất trong số các hành tinh, có nhiệt độ xuống thấp tới 49 K (-224,15 C).
Có thể chia khí quyển Sao Thiên Vương thành ba tầng: tầng đối lưu, từ cao độ −300 cho tới 50 km và có áp suất từ 100 cho tới 0.1 bar; tầng bình lưu, cao độ từ 50 và 4000 km và áp suất từ 0.1 và 10−10 bar; và tầng nhiệt nóng (và tầng ngoài) kéo dài từ cao độ 4,000 km cho tới bán kính Sao Thiên Vương từ bề mặt ở áp suất 1. Không giống như của Trái Đất, bầu khí quyển của Sao Thiên Vương không có tầng trung lưu.
Tầng đối lưu tồn tại bốn tầng mây: mây mêtan ở khoảng 1.2 bar, mây hydro sulfide và amonia ở 3–10 bar, mây amoni hydro sulfide ở 20–40 bar, và cuối cùng mây nước ở dưới 50 bar. Chỉ có hai tầng mây phía trên đã được quan sát trực tiếp—tầng mây sâu nhất vẫn chỉ là suy đoán. Phía trên các tầng mây thì có một vài lớp sương mù quang hóa mỏng. Các đám mây đối lưu sáng  riêng rẽ thì hiếm thấy trên Sao Thiên Vương, có khả năng là do sự đối lưu chậm chạp ở bên trong hành tinh. Dẫu sao, các quan sát của những đám mây này được sử dụng để tính toán gió thuộc đới của hành tinh, thứ nhanh một cách đặc biệt với tốc độ lên đến 240 m/s.
Các nhà khoa học không biết nhiều về khí quyển của Sao Thiên Vương vì cho tới hiện nay chỉ mới có một tàu vũ trụ, Voyager 2, con tàu đi ngang qua hành tinh vào năm 1986, đã có được một vài dữ liệu về cấu tạo đáng giá. Hiện không có sứ mệnh tới Sao Thiên Vương nào được lên lịch.